# قائمة أنواع الالتهابات حسب الموقع
هذه قائمة بأنواع الالتهابات في الجسم مقسمةً حسب الموقع.

## الجهاز العصبي

### الجهاز العصبي المركزي
- التهاب الدماغ
- التهاب النخاع
- التهاب السحايا

### الجهاز العصبي الطرفي
- التهاب العصب

### العين
- التهاب الغدة الدمعية
- التهاب الصلبة
- التهاب ظاهر الصلبة
- التهاب القرنية
- التهاب الجفن

### الأذن
- التهاب الأذن

## الجهاز القلبي الوعائي
- التهاب القلب
  - التهاب الشغاف
  - التهاب العضلة القلبية
  - التهاب التامور
- التهاب وعائي
  - التهاب الشرايين
  - التهاب الوريد
  - التهاب الشعيرات

## الجهاز التنفسي
- التهاب الجيوب
- التهاب الأنف
- التهاب البلعوم
- التهاب لسان المزمار
- التهاب الحنجرة
- التهاب القصبة الهوائية
- التهاب القصبات
- التهاب القصيبات
- التهاب الرئة
  - ذات الرئة
- التهاب الجنبة

## الجهاز الهضمي
- التهاب الفم
- التهاب اللثة
- التهاب اللسان
- التهاب اللوزتين
- التهاب الغدة اللعابية
  - التهاب النكفية
- التهاب الشفة
- التهاب اللب
- التهاب الفك
- التهاب المريء
- التهاب المعدة
- التهاب المعدة والأمعاء
- التهاب الأمعاء
- التهاب القولون
  - التهاب القولون الشامل
- التهاب الزائدة الدودية
- التهاب الخبايا
- التهاب كبدي
  - التهاب كبدي فيروسي
  - التهاب الكبد الكحولي
  - التهاب الكبد بالمناعة الذاتية
- التهاب المرارة
- التهاب البنكرياس

## الجهاز اللحافي
- التهاب الجلد
- التهاب الثدي

## الجهاز الهيكلي العضلي
- التهاب المفاصل
- التهاب العضل
- التهاب الغشاء الزلالي
- التهاب زليل الوتر
- التهاب الجراب

## الجهاز البولي
- التهاب الكلى
- التهاب الحالب
- عدوى الجهاز البولي
- التهاب الإحليل

## الجهاز التناسلي

### الأنثى
- التهاب المبيض
- التهاب البوق
- التهاب الرحم
  - التهاب بطانة الرحم
  - رحم
  - التهاب مجاورات الرحم
- التهاب عنق الرحم
- التهاب مهبلي
- التهاب الفرج

### الذكر
- التهاب الخصية
- التهاب البربخ
- التهاب البروستات
- حويصلة منوية
- التهاب الحشفة
- التهاب القلفة [الإنجليزية]

## الجهاز الصماوي
- التهاب الجزر البنكرياسية
- التهاب الغدة النخامية
- التهاب الغدة الدرقية
- التهاب الغدد الدريقية
- التهاب الكظر

## الجهاز اللمفاوي
- التهاب الأوعية اللمفية
- تضخم العقد اللمفية